# Vajta (település)
Vajta község Fejér vármegyében, a Sárbogárdi járásban. A megye és az egész Közép-Dunántúl régió legdélebbi települése.

## Fekvése
Fejér vármegye és az egész Közép-Dunántúl legdélebbi települése, Cecétől délre helyezkedik el.
A környező települések közül Bikács 5,5, Cece 6,5, Németkér 7, Simontornya 13, Sárbogárd pedig 16 kilométer távolságra található Vajtától.

### Megközelítése
- Gépjárművel legegyszerűbben a 63-as főúton lehet megközelíteni, akár Székesfehérvár, akár Szekszárd irányából, de mellékút köti össze az 5 kilométerre fekvő Pálfával is (6311-es út), illetve Németkér irányából is elérhető.
- Vonattal a MÁV 46-os számú Sárbogárd–Bátaszék-vasútvonalán érhető el; Vajta vasútállomás Cece vasútállomás és Nagydorog vasútállomás között található, közúti megközelítését a 6311-es útból kiágazó 63 311-es számú mellékút biztosítja.

## Nevének eredete
Nevét feltehetően arról a Vajta besenyő vezértől kapta, aki a Gesta Hungarorum szerint még Kijev alatt csatlakozott a magyarokhoz.
Vajta nemzetsége egy részével a Sárvíz mellékén Anonymus szerint "számtalan néppel" letelepedett. Más források szerint a Vojta szláv személynévből ered.

## Története
A település és környéke már ősidők óta lakott hely:  A falu melletti Kisvajta-dűlőben bronzkori, a főút körül a kelta "kocsitemetkezés", a Kisbasaréti-dűlőben római kor leletei kerültek felszínre.
A település első említése a Gesta Hungarorumban lelhető fel a 13. század elejéről.  A falu azon részét, amely a 14. század elején Sándor-fia Ivánka birtoka volt, Károly Róbert király a Ják nemzetség-beli
Sitkei Lőrinc fiainak (Kopasz, Leukus, Imre) adta, de már ezt megelőzően telepítési szabadságot adott a Sitkeieknek Vajtára azzal, hogy szabad állapotú emberek (libere conditionis ho-es) szabadon költözhetnek ide, s 5 évi adómentességet élvezhetnek.
A település másik részét, rajta a Szent-Lénárd templommal, mint Simontornya tartozékát Károly Róbert király 1324-ben Henc fia, János budavári bírónak adta. Ez az első okleveles bizonyíték Vajtáról.
A település harmadik részét Hardi Dezső bírta, aki vajtai jobbágyaival 1325-ben a kurdiak (Tolna vármegye) termését elhordatta.
1343-ban Sitkei Lőrinc fia Leukus vajtai birtokát a Szent Lénárd templommal együtt betelepítés végett átadta Ugali Pál országbírói ítélőmesternek.
1397-1425 között Simontornya vár tartozéka volt. Ekkor Ozorai Pipo (Filippo Scolari) a székesfehérvári Nagyboldogasszony-bazilikának és káptalannak ajándékozta. A 16. században a káptalan irattárában tűzvész pusztított, így  1425 és a 16. század második fele között nincsen semmilyen információ Vajtáról. A székesfehérvári Boldogasszony-templom török kézre kerülésekor, 1543-ban elpusztult. Vajta is ekkor lett az Oszmán Birodalom része.
A török uralom idején a Szekszárdi szandzsákhoz tartozott, és végig lakott volt. 1572-73. évi adófizetők összeírásakor ismét említik Vajtát. 1566-os irat szerint nem csak a török, hanem a magyar várőrség adóztatta, amely Palota várának eleste után szűnt meg. A településről ezután csak 1617-ben tesznek említést, amikor pusztaként írják le.
1650-ben Palota várát és tartozékait Zichy István kapta meg a királytól. A törökök elűzése után délszlávok lakták a falut, akik juhtenyésztéssel foglalkoztak. Egy 1702-es irat szerint pusztaként említik a települést.
1715-ben letelepítési programba kezdett a család Zichy János vezetésével. Az első letelepítésre 1720-ban került sor. Később református és evangélikus magyar családok telepedtek itt le, de 1743-ban elvették a protestánsoktól a vallásszabadságot, és a lakosok elköltöztek. A lakosság száma ebben az időben 229 fő volt, ebből csak néhányan voltak reformátusok vagy evangélikusok.
1762-ben a lakosság egy része átköltözik Kalocsa mellé, Foktőre, ezért Zichy Jánosnak nógrádi és más észak-magyarországi jobbágyakat kellett betelepítenie.
A község népessége1785-ben 571 fő volt, a lakosság túlnyomó része katolikus volt. Helyzetüket 1945-ig a Zichy-féle nagybirtok határozta meg, amelyen intenzív majorsági gazdálkodás folyt. Ennek következtében több majorság jött létre (Belmajor, Tüskésmajor stb.).
Az államszocialista időkben a cecei közös tanácshoz tartzott. A tsz-ek megalakulásakor a faluban a Petőfi Tsz-t hozták létre.
A település lakossága főként állattenyésztésből, növénytermesztésből és szőlőművelésből él.
A községben 1994-ben gázvezetéket, 1997-ben telefonvezetéket építettek ki.

## Közélete

### Polgármesterei
- 1990–1994: Horváth László (független)[13]
- 1994–1998: Vinklár László (MSZP)[14]
- 1998–2002: Vinklár László (MSZP)[15]
- 2002–2006: Bozai István (független)[16]
- 2006–2010: Térmeg György (független)[17]
- 2010–2014: Térmeg György (független)[18]
- 2014–2018: Térmeg György (független)[19]
- 2018–2019: Térmeg György (független)[20]
- 2019–2024: Térmeg György (független)[21]
- 2024– : Térmeg György (független)[1]

A településen 2018. október 14-én időközi polgármester-választást (és képviselő-testületi választást) tartottak, az előző képviselő-testület önfeloszlatása miatt. A választáson a hivatalban lévő polgármester is elindult, és meg is tudta erősíteni a pozícióját.

## Oktatás

### Felsőoktatás
- Golgota Teológiai Főiskola

## Népesség
A település népességének változása:
| Lakosok száma | 1053 | 979  | 966  | 770  | 792  | 791  | 784  |
|               | 2013 | 2014 | 2015 | 2021 | 2022 | 2023 | 2024 |

A 2011-es népszámlálás során a lakosok 79,9%-a magyarnak, 5,1% cigánynak, 0,2% horvátnak, 1% németnek, 0,3% románnak, 0,2% ukránnak mondta magát (15% nem nyilatkozott; a kettős identitások miatt a végösszeg nagyobb lehet 100%-nál). A vallási megoszlás a következő volt: római katolikus 48,5%, református 7%, evangélikus 0,4%, felekezeten kívüli 8,6% (24% nem nyilatkozott).
2022-ben a lakosság 93,2%-a vallotta magát magyarnak, 1% cigánynak, 0,1% ruszinnak, 0,5% egyéb, nem hazai nemzetiségűnek (6,8% nem nyilatkozott; a kettős identitások miatt a végösszeg nagyobb lehet 100%-nál). Vallásuk szerint 35% volt római katolikus, 6,8% református, 0,8% egyéb keresztény, 2,1% egyéb katolikus, 10,5% felekezeten kívüli (44,8% nem válaszolt).

## Nevezetességei
- Zichy-kastély – A klasszicista stílusú kastély 1823-ban, Pollack Mihály tervei szerint épült.
- Hévíz-fürdő.
- Ifjúsági tábor

## Híres szülötte
- Árvay Gergely